# SN 2005kr
SN 2005kr – supernowa typu Ic odkryta 3 listopada 2005 roku w galaktyce A030829+0053. W momencie odkrycia miała maksymalną jasność 22,10m.